# Neros Erkundung des Nils

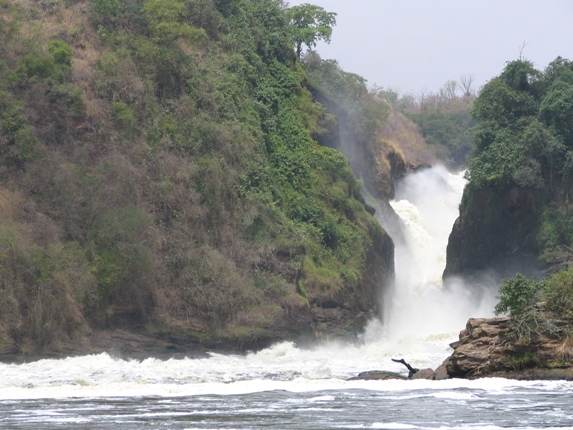
Murchison-Fälle in Uganda, die möglicherweise von der römischen Expedition unter Nero erreicht wurden

Die römische Nilexpedition unter Nero gilt als ein römischer Versuch, die Quellen des Nil zu finden. In der modernen Forschung werden verschiedene Beweggründe für die Unternehmung diskutiert. Ihr Auftraggeber war Kaiser Nero, etwa um 60–61 n. Chr.

## Geschichte
Um das Jahr 61 n. Chr. entsandte Kaiser Nero eine kleine Gruppe von Mitgliedern der Prätorianergarde, um den Oberlauf des Nil südlich von Römisch Ägypten (Aegyptus) in Afrika zu untersuchen. Aufgrund der dürftigen Quellenlage sind präzise Aussagen über seine Beweggründe nicht möglich. Es gilt aber als wahrscheinlich, dass ein Hauptzweck das Sammeln von Informationen für einen möglichen Feldzug gegen das Gebiet des heutigen Sudan war. Die römischen Legionäre folgten dem Nil stromaufwärts und kamen in das Reich von Kusch, möglicherweise erreichten sie den Sudd im Südsudan oder sogar Uganda.
Seneca schrieb über diese Erkundung. Er führte aus, dass die Quelle des Nil ein großer See in Zentralafrika sei, südlich der im heutigen Südsudan gelegenen Sumpfregion (heute Sudd genannt). Ein weiterer römischer Geschichtsschreiber, Plinius der Ältere, ging davon aus, dass die Expedition in Vorbereitung einer Eroberung des damals Äthiopien genannten Gebietes durchgeführt wurde.
In jedem Falle verhinderte der Tod Neros weitere Erkundungen und mögliche Eroberungen.
Einige Historiker sind der Ansicht, dass Neros Legionäre die Murchison-Fälle in Uganda erreicht haben könnten. Über diesen möglichen Erfolg herrscht allerdings Uneinigkeit.

## Die Berichte von Seneca und Plinius
Über die Expedition berichten Seneca der Jüngere (Naturales quaestiones, VI,8,3f.) und Plinius der Ältere (Naturalis historia, VI,181–184).
Die römischen Legionäre, die dem Lauf des Nil stromaufwärts folgten, erreichten zunächst die Stadt Meroe. Von Meroe reisten sie den Weißen Nil 600 Meilen stromaufwärts, bis sie den sumpfgleichen Sudd im heutigen Südsudan erreichten, ein übelriechendes Feuchtgebiet, voll mit Farn, Papyrus und dicken Matten rottender Vegetation. In der Regenzeit ist dieses Gebiet größer als England, ein gigantischer, nasser Sumpf, in dem es vor Moskitos und anderen Insekten nur so wimmelt. Die einzigen großen Tiere im Sudd waren die Krokodile und Nilpferde, die überall in diesem riesigen Gebiet die schlammigen Becken bevölkerten. In dieser Region mussten sie schwere Hitze, gefährliche Krankheiten und den Hunger erdulden. Das Wasser steht dabei zu tief, um den Sudd sicher zu Fuß zu durchqueren, gleichzeitig ist es aber zu seicht, um das Gebiet mit dem Boot zu erkunden. Die Römer erreichten ein Gebiet, wo der Sumpf nur ein Boot für eine Person tragen konnte. An diesem Punkt gab die Gruppe auf, eine definitive Quelle des Nil zu finden, und kehrte widerwillig nach Rom zurück, um die Erkenntnisse dem Kaiser zu berichten. Möglicherweise waren sie zu diesem Zeitpunkt über 1500 Meilen von der Grenze des Reiches entfernt.
Nach Seneca meldeten die Teilnehmer der Expedition an Nero, dass sie mit eigenen Augen zwei Felsen gesehen hätten, aus denen eine immense Menge Wasser hervorkäme. Einige moderne Historiker, wie Giovanni Vantini, sind der Ansicht, dass es sich dabei um die Murchison-Fälle im nördlichen Uganda handeln müsse. Diese umstrittene These würde bedeuten, dass die Römer Äquatorialafrika erreicht hätten.
Weiter schrieb der Historiker David Braund im Jahr 2015, dass Neros Nilexpedition möglicherweise die Eröffnung einer neuen Route zum Indischen Ozean zur Folge hatte. So wären die Gefahren der Piraterie im Roten Meer umgangen worden, was den Römern lukrative Geschäftschancen nach Indien und Azania, dem subsaharischen Afrika, eröffnet hätte.